# Cyathea werneri
Cyathea werneri är en ormbunkeart som beskrevs av Eduard Rosenstock. Cyathea werneri ingår i släktet Cyathea och familjen Cyatheaceae. Inga underarter finns listade.